# Elicura iniqua
Elicura iniqua is een insect uit de familie van de mierenleeuwen (Myrmeleontidae), die tot de orde netvleugeligen (Neuroptera) behoort. 
Elicura iniqua is voor het eerst wetenschappelijk beschreven door Navás in 1919.